# 灿烂滑面蟹
灿烂滑面蟹（学名：Etisus splendidus）为扇蟹科滑面蟹属的动物。分布于日本、夏威夷、马绍尔群岛、吉尔伯特群岛、红海、马达加斯加以及中沙群岛等地，生活环境为海水，一般生活于珊瑚礁浅水中。